# Cantonul Cambrai-Ouest
Cantonul Cambrai-Ouest este un canton din arondismentul Cambrai, departamentul Nord, regiunea Nord-Pas-de-Calais, Franța.

## Comune
- Abancourt
- Aubencheul-au-Bac
- Bantigny
- Blécourt
- Cambrai (parțial, reședință)
- Cuvillers
- Fontaine-Notre-Dame
- Fressies
- Haynecourt
- Hem-Lenglet
- Neuville-Saint-Rémy
- Paillencourt
- Proville
- Raillencourt-Sainte-Olle
- Sailly-lez-Cambrai
- Sancourt
- Tilloy-lez-Cambrai